# Un corazón enamorado
"Un Corazón Enamorado" é uma canção interpretada pela atriz e cantora mexicana Lucero. Foi lançado como o quarto e último single do álbum Más Enamorada con Banda em 4 de Maio de 2018.

## Informações
"Un Corazón Enamorado" é uma canção do gênero banda que dura três minutos e oito segundos e foi escrita por Luciano Luna. É uma das inéditas presentes no álbum gravada pela artista.

## Lançamentos
Assim como o segundo  e terceiro single de Más Enamorada con Banda, "Ven Devórame Ora Vez" e "Aquella Noche", "Un Corazón Enamorado" foi lançado sem alarde pela cantora no dia 4 de Maio de 2018 em download digital e nas rádios.

## Interpretações ao vivo
Lucero interpretou a canção pela primeira vez durante a coletiva de imprensa da divulgação de Más Enamorada con Banda, no Centro Cultural Roberto Cantoral na Cidade do México, em 8 de Fevereiro de 2018.

## Videoclipe
O videoclipe de "Un Corazón Enamorado" foi lançado no dia 3 de Maio de 2018, através do canal VEVO oficial da artista. Foi gravado durante sua coletiva de imprensa da divulgação de Más Enamorada con Banda, no Centro Cultural Roberto Cantoral.

## Formato e duração
- Download digital / streaming

1. "Un Corazón Enamorado" – 3:08

## Histórico de lançamentos
| País   | Data              | Formatos                   | Gravadora                               |
| ------ | ----------------- | -------------------------- | --------------------------------------- |
| México | 4 de Maio de 2018 | Download digital streaming | Fonovisa Records Universal Music Latino |